# Arripis
Famille
Genre
Arripis est un genre de poissons, l'unique de la famille Arripidae.

## Liste des espèces
Selon FishBase (15 déc. 2015) et World Register of Marine Species (15 déc. 2015) :
- genre Arripis Jenyns, 1840
  - Arripis georgianus (Valenciennes in Cuvier et Valenciennes, 1831)
  - Arripis trutta (Forster in Bloch et Schneider, 1801)
  - Arripis truttacea (Cuvier in Cuvier et Valenciennes, 1829)
  - Arripis xylabion Paulin, 1993

### Famille
- (en) Catalogue of Life : Arripidae Gill, 1893 (consulté le 2 août 2025)
- (en + fr) FishBase : famille Arripidae (+ traduction) (+ identification visuelle des espèces)
- (fr + en) ITIS : Arripidae
- (en) WoRMS : Arripidae Gill, 1893 (+ liste genres + liste espèces)
- (en) NCBI : Arripidae (taxons inclus)

### Genre
- (en) Catalogue of Life : Arripis Jenyns, 1840 (consulté le 2 août 2025)
- (en) FishBase : liste des espèces du genre Arripis  (site miroir)
- (fr + en) ITIS : Arripis Jenyns, 1840
- (en) WoRMS : Arripis Jenyns, 1840 (+ liste espèces)
- (en) Animal Diversity Web : Arripis
- (en) NCBI : Arripis (taxons inclus)